# Ryś
Ryś (Lynx) – rodzaj drapieżnych ssaków z podrodziny kotów (Felinae) w obrębie rodziny kotowatych (Felidae). Dawniej zwany ostrowidzem.

## Rozmieszczenie geograficzne
Rodzaj obejmuje gatunki występujące w lasach Europy (Portugalia, Hiszpania, Francja, Niemcy, Norwegia, Szwecja, Finlandia, Estonia, Łotwa, Litwa, Białoruś, Ukraina, Polska, Czechy, Słowacja, Austria, Szwajcaria, Włochy, Słowenia, Węgry, Chorwacja, Bośnia i Hercegowina, Czarnogóra, Albania, Grecja, Macedonia, Serbia, Bułgaria i Rumunia), Azji (Rosja, Gruzja, Armenia, Azerbejdżan, Turcja, Irak, Iran, Turkmenistan, Uzbekistan, Kazachstan, Mongolia, Chińska Republika Ludowa, Kirgistan, Tadżykistan, Afganistan, Pakistan, Indie, Nepal, Bhutan i Korea Północna) i Ameryki Północnej (Kanada, Stany Zjednoczone i Meksyk).

## Charakterystyka
Długość ciała 65–110 cm, długość ogona 5–23 cm; masa ciała 5–29 kg (samce są o około 25% większe i cięższe od samic). Są to zwierzęta średniej wielkości, o uszach zaokrąglonych, zakończonych pędzelkami ciemnych, najczęściej czarnych włosów. Ciało rysia jest zakończone krótkim ogonem.

## Systematyka
Rodzaj zdefiniował w 1792 roku brytyjski przyrodnik Robert Kerr w publikacji własnego autorstwa dotyczącej królestwa zwierząt. Na gatunek typowy Kerr wyznaczył (Linneuszowska tautonimia) rysia euroazjatyckiego (L. lynx).

### Etymologia
- Lynx (Linx): gr. λυγξ lynx, λυγκος lynkos ‘ryś’[13].
- Lynceus (Lyncus, Lynchus): Linkeus (gr. Λυγκεύς Lynkeús, Λυγκέας Lynkéas), w mitologii greckiej jeden z Argonautów słynący z bystrego wzroku[14]. Gatunek typowy (oznaczenie monotypowe): Felis lynx Linnaeus, 1758.
- Pardina: zdrobnienie łac. pardus ‘lampart, pantera’[15]. Gatunek typowy (oznaczenie monotypowe): Felis pardina Temminck, 1827.
- Cervaria: łacińskie określenie odnoszące się do jelenia; lupus cemarius – termin używany przez Pliniusza na określenie rysia[16]. Gatunek typowy: Gray wymienił pięć gatunków – Felis isabellina Blyth, 1847 (= Felis lynx Linnaeus, 1758), Felis pardina Temminck, 1825, Felis rufa von Schreber, 1777, Lynx fasciatus[f] Rafinesque, 1817, Felis maculata Horsfield & Vigors, 1829 (= Felis rufa von Schreber, 1777) – z których gatunkiem typowym jest Felis pardina Temminck, 1827.
- Eucervaria: gr. ευ eu ‘typowy’; rodzaj Cervaria J.E. Gray, 1867[17].

### Podział systematyczny
Rodzaj Lynx prawdopodobnie dzieli swój klad z rodzajami Puma, Prionailurus i Felis. Lynx pierwszy oddzielił się od głównej linii rozwojowej. Do rodzaju należą następujące występujące współcześnie gatunki:
| Grafika | Gatunek         | Autor i rok opisu    | Nazwa zwyczajowa  | Podgatunki         | Rozmieszczenie geograficzne | Podstawowe wymiary                        | Status IUCN |
| ------- | --------------- | -------------------- | ----------------- | ------------------ | --- | ----------------------------------------- | ----------- |
|         | Lynx rufus      | (von Schreber, 1777) | ryś rudy          | 4 podgatunki       | od południowej Kanady (od Kolumbii Brytyjskiej na wschód do Quebecu) na południe przez całe Stany Zjednoczone do środkowego Meksyku; zakres wysokości: 0–3500 m n.p.m.                                                                                             | DC: 65–105 cm DO: 9–11 cm MC: 5,8–13,3 kg | LC          |
|         | Lynx canadensis | Kerr, 1792           | ryś kanadyjski    | gatunek monotypowy | tajga Alaski, środkowej i południowej Kanady (w tym Nowa Fundlandia) na południe wzdłuż Gór Skalistych do Kolorado (Stany Zjednoczone); zakres wysokości: 0–4310 m n.p.m.                                                                                          | DC: 76–107 cm DO: 5–12,7 cm MC: 5–17,3 kg | LC          |
|         | Lynx lynx       | (Linnaeus, 1758)     | ryś euroazjatycki | 6 podgatunków      | Eurazja od Skandynawii i Francji na wschód po wschodnią Syberię i Chińską Republikę Ludową, na południe do Turcji, Kaukazu, północnego Iranu, Wyżyny Tybetańskiej i Himalajów; wytępiony z części zachodniej i środkowej Europy; zakres wysokości: 0–5500 m n.p.m. | DC: 80–110 cm DO: 16–23 cm MC: 15–29 kg   | LC          |
|         | Lynx pardinus   | (Temminck, 1827)     | ryś iberyjski     | gatunek monotypowy | południowo-zachodnia Hiszpania, reintrodukowany do południowej Portugalii; zakres wysokości: 0–1400 m n.p.m. | DC: 68–82 cm DO: 12,5–16 cm MC: 7–14 kg   | VU          |

Kategorie IUCN:  LC  – gatunek najmniejszej troski,  VU  – gatunek narażony.
Opisano również gatunki wymarłe:
- Lynx hei Jiangzuo Qigao, Li Lu, Madurell-Malapeira, Wang Shiqi, Li Shijie, Fu Jiao & Chen Shanqin, 2022[23] (Azja; pliocen–plejstocen)
- Lynx issiodorensis (Croizet & Jobert, 1828)[24] (Europa; pliocen)
- Lynx peii (Teilhard de Chardin, 1945)[25] (Azja; pliocen–plejstocen)
- Lynx proterolyncis (Savage, 1941)[26] (Ameryka Północna; pliocen)
- Lynx shansius (Teilhard de Chardin & LeRoy, 1945)[25] (Azja; pliocen)
- Lynx teilhardi (Pei Wenchung, 1934)[27] (Azja; plejstocen)
- Lynx thomasi Geraads, 1980[28] (Afryka; plejstocen)
- Lynx variabilis Tang Yingjun, 1980[29] (Azja; plejstocen)